# نهر فليندرز
نهر فليندرز هو أطول نهر في ولاية كوينزلاند، أستراليا بطول حوالي 1004 كيلومترا (624 ميل)، هو سادس أطول نهر في أستراليا، مستجمعات المياه (مساحة حوضه) تغطي 109،000 كم ²، الروافد الرئيسية للنهر هي نهر كلونكوري (بالإنجليزية: Cloncurry)‏ ونهر كوريلا (بالإنجليزية: Corella)‏، رافد رئيسي آخر للنهر هو خور النيص (Porcupine Creek)، هناك سدان على النهر - سد فليندرز وسد كوريلا .

## سبب التسمية
سمي النهر على المستكشف ماثيو فليندرز من قبل الماسح جون لورت ستوكس في سفينته بيغل عام 1841.

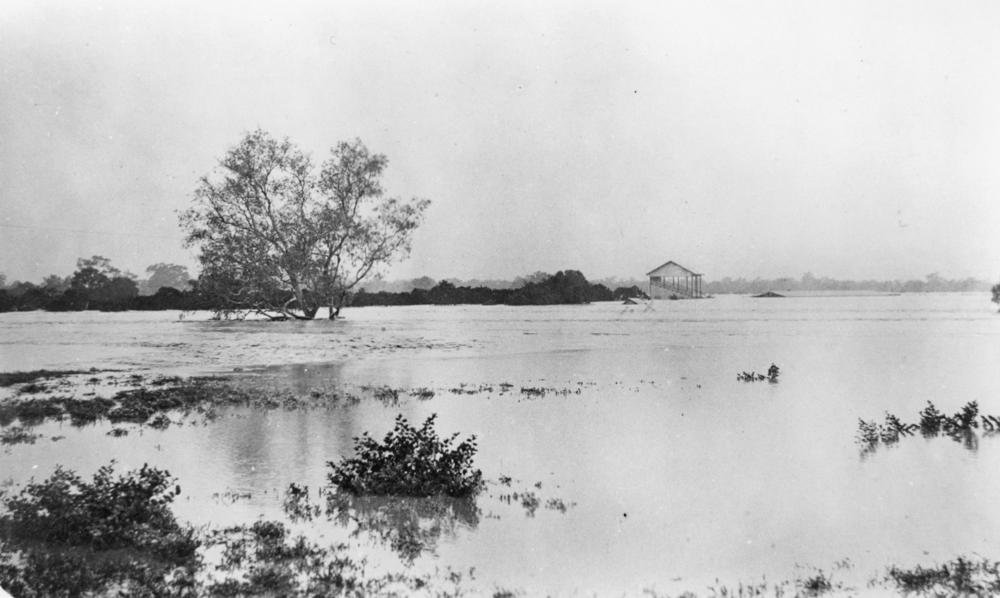
تدفق المياه في نهر فلندرز